# Joyce Langenacker
Joyce Langenacker (Amsterdam, 7 januari 1970) is een Nederlands politicologe, politica en bestuurster. Ze is lid van de PvdA. Sinds 30 januari 2024 is ze burgemeester van Zeist.

## Jeugd en opleiding
Langenacker is geboren en getogen in Amsterdam. Ze zat op het Hervormd Lyceum West en volgde daar van 1982 tot 1987 het havo en van 1987 tot 1990 het vwo. Van 1990 tot 1994 studeerde ze communicatie aan de Hogeschool Holland in Diemen. Van 1994 tot 2001 studeerde ze politicologie/bestuurskunde aan de Vrije Universiteit Amsterdam. Daarnaast studeerde ze in 1996 politicologie en Italiaans aan de Universiteit van Bologna en van 1996 tot 1997 algemene literatuurwetenschap aan de Vrije Universiteit Amsterdam.

## Maatschappelijke loopbaan
Van 1995 tot 2002 was Langenacker docent communicatie en stagebegeleider op de Hogeschool Holland in Diemen bij de afstudeerrichting Overheid & Communicatie. Van 2002 tot 2009 was ze werkzaam bij de gemeente Beverwijk. Van 2002 tot 2004 was ze er medewerker communicatie en projectleider dualisme bij de griffie. Van 2004 tot 2007 was ze er beleidsmedewerker onderwijs, cultuur en welzijn. Van 2007 tot 2009 was ze er projectmanager stationsgebied. Van 2009 tot 2014 was ze projectmanager ruimtelijke ordening bij de gemeente Leiden.
Naast haar nevenfuncties als burgemeester, is Langenacker voorzitter van de raad van toezicht van "Stichting Sûr Atelier", een organisatie die ernaar streeft om zoveel mogelijk statushouders, met een ambacht, op weg te helpen in het kader van integratie, om later zelfstandig duurzaam, al dan niet binnen hun ambacht, uit te stromen in de maatschappij. Ze was voorheen ook lid van de raad van commissarissen van "SRO", een organisatie die gemeenten op het gebied van beheer, onderhoud en exploitatie van gemeentelijk vastgoed ontzorgt. Ook zet SRO sportstimulering in als middel om bewegen en vitaliteit toegankelijk te maken.

## Politieke loopbaan
Van 2006 tot 2014 was Langenacker gemeenteraadslid van Haarlem. Van 2010 tot 2014 was ze er fractievoorzitter van de PvdA. Van 2014 tot 2017 was ze er wethouder met in haar portefeuille Werk, Economische Zaken, Sociale Zaken (Participatiewet), Wonen en Coördinatie Sociaal Domein. Van 2016 tot 2017 was ze tevens locoburgemeester. Van 2014 tot 2017 was ze bestuurslid van de Wethoudersvereniging en in 2017 eveneens korte tijd voorzitter.
Op 5 oktober 2017 werd Langenacker voorgedragen als burgemeester van Ouder-Amstel. De benoeming ging in op 19 december 2017. Begin 2018 verhuisde ze van Haarlem naar Ouder-Amstel. Met ingang van 19 december 2023 werd ze benoemd voor een tweede termijn als burgemeester van Ouder-Amstel. De thema's in haar portefeuille waren: Algemeen Bestuur, Openbare orde en veiligheid en Coördinatie handhaving. Ze vertegenwoordigde Ouder-Amstel onder andere bij de Veiligheidsregio Amsterdam-Amstelland, de GGD Amsterdam, de Metropoolregio Amsterdam en het Centrum voor Lokaal Bestuur. Bij haar afscheid ontving ze de erepenning van de gemeente Ouder-Amstel.
Op 30 november 2023 werd Langenacker voorgedragen als burgemeester van Zeist. Op 12 januari 2024 heeft de ministerraad besloten haar voor te dragen voor benoeming bij koninklijk besluit met ingang van 30 januari dat jaar. Op 30 januari dat jaar werd ze ook geïnstalleerd en beëdigd. De thema's in haar portefeuille zijn: Openbare orde en veiligheid, Inwonersparticipatie en communicatie, Democratische vernieuwing, Weerbaar bestuur, (Regionale) samenwerking VNG en VRU, Innovatie, Organisatieontwikkeling en Personeel en organisatie en Herdenkingen: holocaust, 4/5 mei, slavernijverleden. Ze vertegenwoordigt Zeist bij onder andere de Veiligheidsregio Utrecht, het Centrum voor Lokaal Bestuur en het Netwerk Weerbaar Bestuur.

## Persoonlijk
Langenacker is getrouwd en heeft drie dochters.